# Cañada Nieto
Cañada Nieto ist eine Ortschaft in Uruguay.

## Geographie
Sie befindet sich im Westen Uruguays auf dem Gebiet des Departamento Soriano in dessen Sektor 3. Nordnordwestlich liegt die Stadt Dolores, südwestlich Agraciada und im Südosten Palo Solo. Westlich des Ortes führt der Arroyo del Espinillo vorbei, in bzw. nahe bei Cañada Nieto liegen zudem die Quellen der beiden linksseitigen Nebenflüsse des in einigen Kilometern nordöstlicher Entfernung verlaufenden Río San Salvador, del Medio und de los Cerrillos. Das Gebiet westlich des Ortes ist als Cuchilla San Salvador, dasjenige östlich als Cuchilla del Corralito bezeichnet.

## Einwohner
Der Ort hatte bei der Volkszählung im Jahre 2011 430 Einwohner, davon 230 männliche und 200 weibliche.
| Jahr | Einwohner |
| ---- | --------- |
| 1963 | 407       |
| 1975 | 503       |
| 1985 | 479       |
| 1996 | 470       |
| 2004 | 454       |
| 2011 | 430       |

## Sonstiges
Der Ort beheimatet den in der Liga de Fútbol de Dolores spielenden Fußballverein Club Libertad de Fútbol.